# Ogden Museum of Southern Art
Le Ogden Museum of Southern Art est un musée situé dans le centre-ville de La Nouvelle-Orléans (Louisiane). Il est associé à l'université de La Nouvelle-Orléans et est consacré aux arts visuels des artistes du sud de l'Amérique du Nord dans le contexte de l'histoire et de la culture de la région. Hormis ses collections permanentes, expositions changeantes, programmes éducatifs, et publications, le musée loge également l'institut Goldring-Woldenberg pour l'avancement de l'art et de la culture méridionaux.